# 古沢勝之

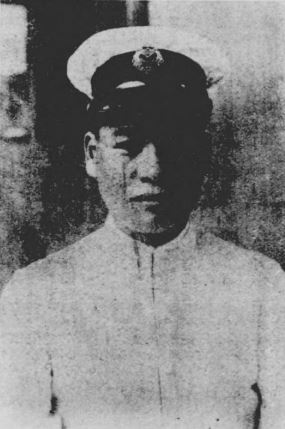
古沢 勝之

古沢 勝之（古澤 勝之、ふるさわ かつゆき、1894年（明治27年）1月24日 - 1943年（昭和18年）7月2日）は、大正から昭和時代前期の台湾総督府官僚。台中市尹、台南市尹。

## 経歴・人物
富山県富山市古手伝町生まれ。台湾総督府文官普通試験に合格し、1912年（大正元年）総督府に出仕。官房秘書課勤務となる。1923年（大正12年）弁護士試験に合格し、1927年（昭和2年）7月には台湾総督府地方理事官となり、台中市助役に就任する。
1929年（昭和4年）5月、台中州彰化郡守を経て、1932年（昭和7年）4月に台中市尹に就任。翌年の1933年（昭和8年）10月2日付けで台南市尹に転じた。のち民間に転じ、1939年（昭和14年）12月、福大公司取締役となった。1943年（昭和18年）7月2日、殉職、1944年（昭和19年）7月7日に社葬が行われる。

## 栄典
位階
- 1927年（昭和2年）9月 - 従七位[1]
- 1930年（昭和5年）2月 - 正七位[1]
- 1932年（昭和7年）11月 - 従六位[1]

勲章等
- 1928年（昭和3年）12月 - 大礼記念章[1]
- 1933年（昭和8年）9月 - 勲六等瑞宝章[1]